# حديقة فيلا راندل

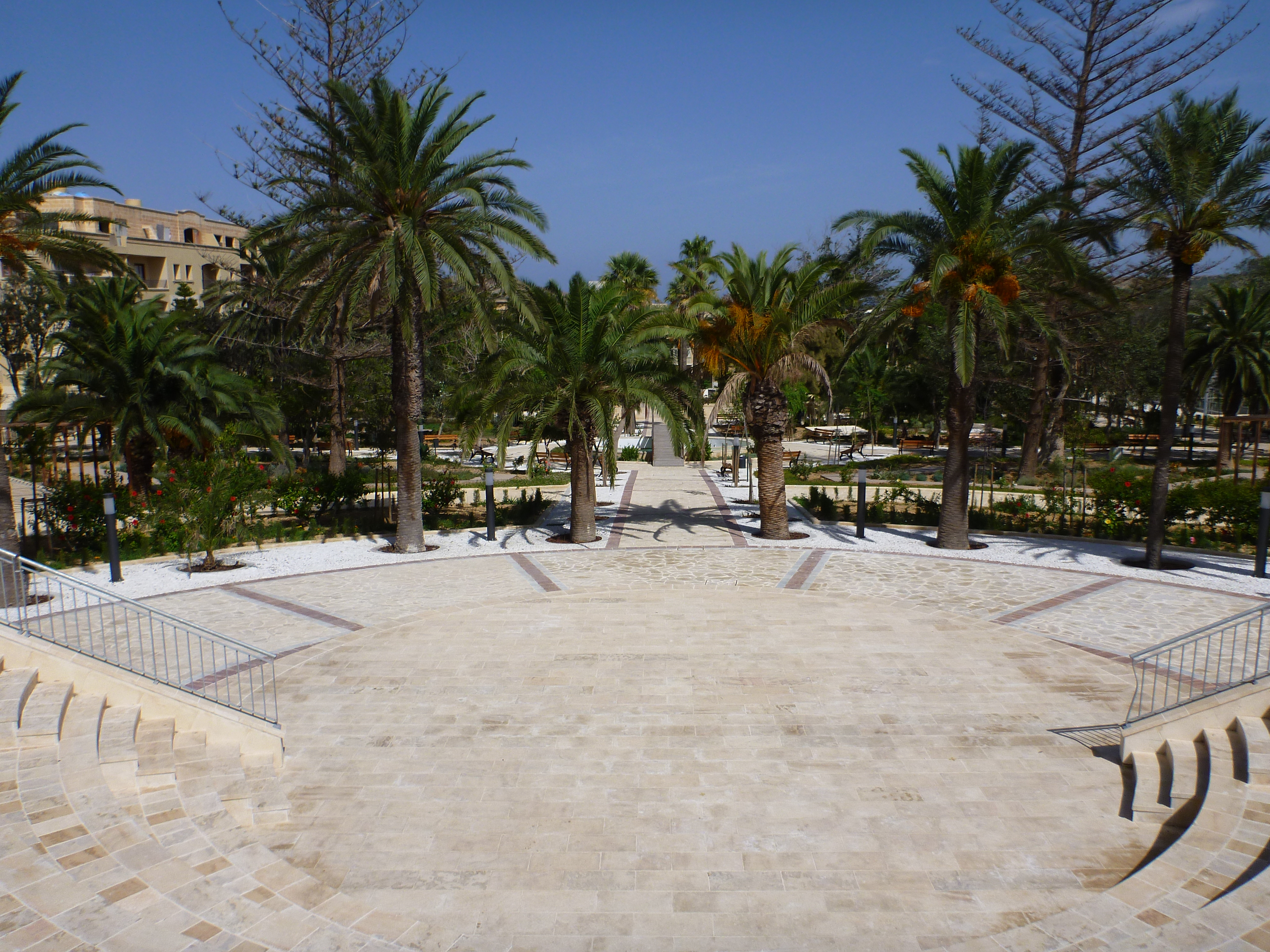
منظر لحديقة فيلا راندل

حديقة فيلا راندل Villa Rundle Garden هي حديقة تقع في الجزء السفلي من شارع ريبابليك فيكتوريا، جوزو، مالطا . تم زرع الحديقة وسُميت باسم الجنرال البريطاني ليزلي راندل حوالي عام 1915، وتضم مجموعة متنوعة من الأشجار المحلية والمستوردة، مثل Ficus nitida تين بنجاميني ونخيل الكناري.